# Brent Williams
Brent Dione Williams (Flint, 23 de octubre de 1964) es un exjugador de fútbol americano estadounidense que jugó para tres equipos en una carrera de 11 años en la National Football League. Su hijo es el exjugador de la NFL Brennan Williams, y luchador profesional Dio Maddin.

## Carrera
Williams asistió a la Universidad de Toledo de 1982 a 1985, donde jugó fútbol americano universitario para los Toledo Rockets. En sus dos últimas temporadas fue elegido para el primer wequipo All-MAC. En 2016 fue incluido en el Varsity 'T' Hall of Fame, el salón de la fama de los Toledo Rockets, por sus logros.
En el Draft de la NFL de 1986, Williams fue seleccionado en la séptima ronda por los New England Patriots. En sus primeras seis temporadas, fue titular en todos los partidos durante cinco temporadas. La única excepción fue la temporada de 1987, que estuvo plagada de huelgas de jugadores. Jugó un total de ocho temporadas con los Patriots. Durante este tiempo logró 43.5 capturas, que en 1993 fue la segunda mayor cantidad y actualmente la sexta más en la historia de la franquicia después de las 100 de Andre Tippett. Fue elegido para el All-Decade Team de 1990 por sus logros con los Patriots. En 1994 se unió a los Seattle Seahawks, pero se convirtió en agente libre después de la temporada de 1995. En 1996 jugó su última temporada con los New York Jets.